# Pietro Paolo Virdis
Pietro Paolo Virdis (Sassari, Cerdeña, 26 de junio de 1957) es un exfutbolista italiano que se desempeñaba como delantero. 
Despuntó en las filas de clubes como Juventus, Udinese y Milan, donde en este último club logró consagrarse con la Copa de Europa de la temporada 1988-1989.
Además, fue el goleador de la Serie A en la temporada 1986-87.
Se retiró en 1991, jugando en el US Lecce.
Como curiosidad, nunca jugó en la selección italiana, pero representó al equipo sub-23 de Italia en los Juegos Olímpicos de Verano de 1988, ayudando al equipo a terminar en cuarto lugar.

## Clubes
- 1973-1974: Nuorese Calcio
- 1974-1977: Cagliari Calcio
- 1977-1980: Juventus
- 1980-1981: Cagliari Calcio
- 1981-1982: Juventus
- 1982-1984: Udinese Calcio
- 1984-1989: AC Milan
- 1989-1991: US Lecce

## Títulos y distinciones individuales
- 3 ligas italianas: 1978 (Juventus), 1982 (Juventus) y 1988 (Milan)
- 1 Copa de Italia: 1979 (Juventus)
- 1 Copa de Europa: 1989 (Milan)
- 1 Supercopa de Italia (Milan)
- Goleador del Calcio: 17 goles en la temporada 1986-87.

Pietro Paolo Virdis formó parte del equipo nacional italiano de los juegos olímpicos de Seúl 1988, participó con el n.º 13. Convirtiendo un gol contra el selccionado de Guatemala.
- Datos: Q719481
- Multimedia: Pietro Paolo Virdis / Q719481